# Гини, Лука
Лу́ка Ги́ни (итал. Luca Ghini, 1490 — 4 мая 1556) — итальянский (болонский и пизанский) ботаник и врач, основатель и первый директор Пизанского ботанического сада, считающийся первым составителем гербария (впервые предложил использовать метод гербаризации).   

## Биография
Лука Гини родился в городе Имола в 1490 году.
9 февраля 1527 года Гини был призван на чтение практической медицины. В 1533 году из-за разногласий с сенатом Болоньи он оставил преподавание.
В 1534 году ему была предложена кафедра медицины, предназначенная для чтения лекций о простых (или лекарственных растениях) без обязательства продолжать классические, без роста оклада.
28 июня 1535 года он получил болонское гражданство, которое было официально подтверждено 22 сентября 1554 года.
Лука Гини переехал в Фано, где с 19 марта 1536 года занимался медицинской практикой, получая зарплату намного больше, чем предыдущие.
Его прибытие в Пизу знаменует собой важную дату в основном благодаря тому, что он основал Пизанский ботанический сад в 1543 году и был его первым директором. Лука Гини также играл ведущую роль в создании Ботанического сада Флоренции (1 декабря 1545 года).
Гини считается первым составителем гербария (Лука Гини предложил для сохранения растений использовать метод гербаризации). Он собирал примерно в 1550-х годах и передал искусство сушения растений многим ученикам.
Лука Гини умер в Болонье 4 мая 1556 года.

## Научная деятельность
Лука Гини специализировался на семенных растениях.